# Stefan Mihajlović (calciatore 1999)
Stefn Mihajlović (in serbo Стефан Михајловић?; Gjilan, 1º febbraio 1999) è un calciatore serbo, attaccante svincolato.

## Carriera
Acquistato nel 2018 dallo Mladost Lučani, debutta in prima squadra il 1º aprile in occasione del match di Superliga perso 5-2 contro la Stella Rossa.

## Statistiche
Statistiche aggiornate al 2 novembre 2021.

### Presenze e reti nei club
| Stagione        | Squadra           | Campionato      | Campionato | Campionato | Coppe nazionali | Coppe nazionali | Coppe nazionali | Coppe continentali | Coppe continentali | Coppe continentali | Altre coppe | Altre coppe | Altre coppe | Totale | Totale | Totale |
| Stagione        | Squadra           | Comp            | Pres       | Reti       | Comp            | Pres            | Reti            | Comp               | Pres               | Reti               | Comp        | Pres        | Reti        | Pres   | Reti   |        |
| --------------- | ----------------- | --------------- | ---------- | ---------- | --------------- | --------------- | --------------- | ------------------ | ------------------ | ------------------ | ----------- | ----------- | ----------- | ------ | ------ | ------ |
| 2017-2018       | Mladost Lučani    | SL              | 6          | 0          | CS              | 0               | 0               |                    | -                  | -                  |             | -           | -           | 6      | 0      |        |
| 2018-2019       | Zlatibor Čajetina | 1L              | 13         | 0          | CS              | 0               | 0               |                    | -                  | -                  |             | -           | -           | 13     | 0      |        |
| 2019-2020       | Žarkovo           | 1L              | 4          | 0          | CS              | 0               | 0               |                    | -                  | -                  |             | -           | -           | 4      | 0      |        |
| 2020-2021       | Mačva Šabac       | SL              | 14         | 0          | CS              | 1               | 0               |                    | -                  | -                  |             | -           | -           | 15     | 0      |        |
| 2021-2022       | Proleter Novi Sad | SL              | 7          | 0          | CS              | 1               | 0               |                    | -                  | -                  |             | -           | -           | 8      | 0      |        |
| Totale carriera | Totale carriera   | Totale carriera | 44         | 0          |                 | 2               | 0               |                    | -                  | -                  |             | -           | -           | 46     | 0      |        |